# Van den Santheuvel
Van den Santheuvel is een uit Oosterhout afkomstig geslacht waarvan leden sinds 1815 tot de Nederlandse adel behoren en dat in 1964 uitstierf.

## Geschiedenis
De stamreeks begint met Ansem Meusz., die in 1530 te Oosterhout wordt vermeld. Zijn kleinzoon die in 1586 stierf aan de pest was gegoed in den Santheuvel waarna nageslacht zich Van den Santheuvel ging noemen. Verschillende nazaten werden bestuurder van de stad Dordrecht. Bij Koninklijk Besluit van 16 september 1815, werd Adriaan van den Santheuvel (1756-1845) verheven in de Nederlandse adel, bij KB van 8 juli 1816 Willem Bartholomeus van den Santheuvel (1794-1865). 
Een van de leden van het geslacht is Adriaan Onno van den Santheuvel (1828-1887) waterbouwkundige bij de Waterstaat. 
In 1964 stierf het geslacht uit.